# Liste der Baudenkmäler in Bamberg
Auf dieser Seite sind die Baudenkmäler in der oberfränkischen kreisfreien Stadt Bamberg zusammengestellt. Diese Tabelle ist eine Teilliste der Liste der Baudenkmäler in Bayern. Grundlage ist die Bayerische Denkmalliste, die auf Basis des Bayerischen Denkmalschutzgesetzes vom 1. Oktober 1973 erstmals erstellt wurde und seither durch das Bayerische Landesamt für Denkmalpflege geführt wird. Die folgenden Angaben ersetzen nicht die rechtsverbindliche Auskunft der Denkmalschutzbehörde.
Diese Liste gibt den Fortschreibungsstand vom Februar 2023 wieder und enthält 1345 Baudenkmäler.

## Aufteilung
Wegen der großen Anzahl von Baudenkmälern wurde die Denkmalliste in Teillisten gemäß der Aufteilung des Großinventars Die Kunstdenkmäler von Bayern: Bamberg untergliedert.
| Stadtregion        | Liste                                                                   | Bild eines Sakralbaus                                                     | Bild eines Profanbaus                                                    |
| ------------------ | ----------------------------------------------------------------------- | ------------------------------------------------------------------------- | ------------------------------------------------------------------------ |
| Bergstadt          | Bürgerliche Bergstadt                                                   | Obere Pfarre Ansicht von Westen, Oktober 2015                             | Schwalbenmühle in der Regnitz Ansicht von Norden, 2015                   |
| Bergstadt          | Domberg                                                                 | Bamberger Dom Ansicht von der Altenburger Straße, 2015                    | Alte Hofhaltung Ansicht von Westen, 2015                                 |
| Bergstadt          | Immunität St. Stephan                                                   | Kirche St. Stephan Ansicht von Westen, 2015                               | Dr. Remeis Sternwarte Ansicht von Westen, 2015                           |
| Bergstadt          | Immunität Kaulberg mit Matern und Sutte                                 | Karmeliterkloster Ansicht von Südwesten, 2015                             | Wohnhaus Laurenziplatz 15 Ansicht von Westen, 2015                       |
| Bergstadt          | Immunität St. Jakob mit Altenburg                                       | Kirche Sankt Jakob Ansicht von Norden, im Hintergrund die Altenburg, 2015 | Aufseesianum Ansicht von Norden, 2015                                    |
| Bergstadt          | Immunität Michaelsberg mit Abtsberg                                     | Kloster Michelsberg Ansicht von der Altenburg, 2014                       | Villa Remeis Ansicht von Norden, 2015                                    |
| Inselstadt         | Innere Inselstadt                                                       | Stadtpfarrkirche St. Martin Ansicht vom Michaelsberg, 2015                | Altes Rathaus Ansicht von Süden, 2015                                    |
| Inselstadt         | Erweiterungen der Inselstadt, nördliche und südliche Stadterweiterungen | Marter am westlichen Ende der Weide 2015                                  | Ehemalige Oberpostdirektion am Wilhelmsplatz Ansicht von Südwesten, 2015 |
| Theuerstadt        | Untere Gärtnerei und nordöstliche Stadterweiterung                      | Sebastianskapelle, von Süden, 2015                                        | Liebfrauensiechhaus, von Nordwesten, 2015                                |
| Theuerstadt        | Obere Gärtnerei und östliche Stadterweiterung                           | Erlöserkirche, Ansicht von Süden, 2013                                    | Steinweg 9, 2015                                                         |
| Theuerstadt        | Wunderburg und südöstliche Stadterweiterung                             | Kirche Maria Hilf, 2017                                                   | Ulanendenkmal, 2017                                                      |
| Eingemeindete Orte | Eingemeindete Orte                                                      | Gaustadt, Kapelle St. Sebastian, 2015                                     | Bughof, 2015                                                             |

## Ensemble Altstadt Bamberg
Bambergs Gesamtstruktur ist die einer frühmittelalterlichen Großstadt: Weitausgreifend, ältere Siedlungskerne ebenso wie jüngere Ausbauten integrierend, einer symbolischen Ordnung – der Kreuzesform – unterworfen oder wenigstens so interpretiert. Diese Form übergreift die drei Stadtregionen, in die sich Bamberg den landschaftlichen und diesen folgend den geschichtlichen Gegebenheiten entsprechend gliedert: Die Bergstadt, die Inselstadt und schließlich im Osten die Gärtnerstadt. Mit den Flussübergängen, der eine schon bald durch den Sitz des Stadtregiments akzentuiert, der andere seit den barocken Brückenbauten immer wieder Gegenstand städtebaulicher Gestaltungsüberlegungen, verknoten sich die Strukturen der drei Stadtregionen.
Schicksalhaft für das Gesamtgefüge war die Stiftung des Bistums Bamberg durch den Deutschen König Heinrich II. 1007, vorbereitet spätestens seit 1004. Da dies keineswegs nur als kirchenpolitische, sondern als reichspolitische Tat zu sehen war, konnte der Gedanke naheliegen, dass mit der Stadt ein neues Rom zu gründen war. Mit dem Domstift, St. Michael und St. Stephan wurde die Querachse des Systems festgelegt, das 1058 mit St. Gangolf und 1071 mit St. Jakob zum Kreuz vervollständigt werden konnte. Dies erlaubte nunmehr, die disparaten Siedlungskerne Bambergs als Stadt zusammenzusehen. Das zukünftige Schicksal Bambergs als offene Stadt war damit vorausbestimmt.
Die drei charakterisierten Stadtregionen Bambergs, die schon im 11. Jahrhundert ein lockeres und weiträumiges Stadtgebilde formten, sind im Laufe der Zeit zu einer dichteren Einheit zusammengewachsen, ohne dabei ihre geschichtliche und anschauliche Eigenart zu verlieren, zumal weder Kriegseinbußen, noch neuere Flächenabbrüche die Sichtbarkeit des historisch Gewordenen wesentlich verunklären. Die Altstadt von Bamberg wurde vor diesem Hintergrund von der UNESCO als Weltkulturerbe anerkannt; außerdem ist sie unter der Aktennummer E-4-61-000-1 in der bayerischen Denkmalliste eingetragen.

### Bergstadt
Die Bergstadt ist topographisch gekennzeichnet durch die zur Regnitz hin abfallenden Ausläufer des Steigerwaldes mit tief eingeschnittenen Tälern. Hier waren die natürlichen Voraussetzungen für die Anlage der Burg gegeben, die dort spätestens seit dem 9. Jahrhundert anzunehmen ist. Durch die Bistumsgründung sollte sie zum geistlichen Zentrum nicht nur der Stadt werden. Noch heute prägen die Stifte, an den Endpunkten der Bergrücken über dem Fluss thronend und weit in das Tal wirkend, den Charakter der Bergstadt. Sie bilden innerhalb der hochmittelalterlichen Siedlungslandschaft selbständige und zum Teil befestigte Mittelpunkte, die in den Grenzen ihrer Immunitätsbezirke eine eigene Hoheit besaßen und im städtischen Leben Sondereinheiten blieben. Auch in der heutigen Struktur der Bergstadt ist die Bebauung innerhalb der Immunitätsbereiche, etwa auf dem Domberg, dem Jakobsberg und auf dem Stephansberg rund um die Stiftskirchen klar ablesbar. Bei den Chorherrenstiften St. Stephan und St. Jakob dürfte die Aufgabe der Vita Communis im 12. Jahrhundert den Kranz der Stiftskurien veranlasst haben, der die Stiftskirchen und Konventbauten bis heute umgibt; den Füßen des Domstiftes und des Stiftes St. Stephan legte sich zudem ein eigenes Vikarieviertel an. Aufgrund ihrer rechtlichen Selbständigkeit wuchsen dem Stift ferner eigene Vorstädte zu, was besonders bei St. Stephan (Oberer Stephansberg) und St. Jakob, aber auch beim Domstift mit St. Theodor, Sutte und Matern, deutlich wird. Die bürgerliche Bebauung in Flussnähe zunächst gedrängt, folgt stadtauswärts den Bergrücken und zerlegt sich schließlich in einzelne Arme, um die Hänge und Täler ehemals dem Weinbau (Häckersiedlung) zu überlassen; eine Siedlungsstruktur, die der Kaulberg noch in charakteristischer Weise bewahrt hat.
Zu Füßen des Domberges liegt das auf dem Grund einer frühmittelalterlichen Händlersiedlung zur Herrenstadt herausgebildete großbürgerliche Viertel, das durch die Sitze der alten Familien und des alteingesessenen, im Hof und Domkapitel verbundenen Adels in seiner spätmittelalterlichen und frühneuzeitlichen Bausubstanz eine Barockisierung erfahren hat. Der im Norden in die Bürgerstadt „Im Sand“ übergehende Stadtteil hatte durch das ehemalige Stadttor bei der Elisabethkirche – zwischen Oberer und Unterer Sandstraße – einen städtebaulichen Abschluss erhalten. Von der Mauer umschlossen war noch ein kleinmaßstäblicher Handwerkerbereich, der schon mit dem Namen Sandbad seine Situation und Geschichte andeutet. Im Süden schloss sich diese Herrenstadt – mit dem jüdischen Ghetto – eng ab. Sie legte sich damit der talabsteigenden Straße quer, die von Westen, über den Kaulberg und wohl auch durch den Bereich des der frühmittelalterlichen Burg zugehörigen Wirtschaftshofs zum Flussübergang führte, wodurch Engpässe entstanden, die bis heute trotz bedauerlicher Eingriffe seit dem 18. Jahrhundert von geschichtlicher Signifikanz geblieben sind. Außerhalb des ehemaligen Nordtores hat die kleinbürgerliche Sandvorstadt in ihrer ursprünglichen Struktur durch einen Brand während des Dreißigjährigen Krieges und durch die anschließende großflächige Gestaltung im ehemaligen Krankenhausbereich (heute Hotel) eine deutliche Modifikation erfahren.

### Inselstadt
Ist der Umriss des Berggebietes ein unregelmäßiger und gleichsam offener, so ist die Inselstadt durch die beiden Hauptarme der Regnitz eingeschlossen. Ihr Kern, einst von Mauern umgürtet, weist mit seinen beiden großen Marktstraßen, wohl ebenfalls einen älteren Siedlungsplatz einbeziehend, eine typisch hochmittelalterliche Stadtstruktur auf. Die beiden Marktanlagen der Inselstadt, die Lange Straße und der Grüne Markt, letzterer unmittelbar mit einem Flussübergang verbunden, streiten um die Priorität; spätestens im 12. Jahrhundert bestanden sie nebeneinander. In jüngerer Zeit war die Konkurrenzfähigkeit der Langen Straße durch die Tatsache beeinträchtigt, dass zwischen Stadttor und Regnitz ein zweites Gewässer zu überwinden war, wo nur zeitweise ein Flussübergang vorhanden gewesen ist; dieser hat 1335 als Lange Brücke, später nur noch als Langer Steg bzw. Wunderburger Steg bestanden, ein Gebilde, das bei Hochwasser abgebrochen werden musste. Auch der heutige Verlauf der Königsstraße zeigt, dass die Entwicklung vom Konkurrenzanliegen der Langen Straße keine Notiz genommen hat. Erst das 19. Jahrhundert sollte hier eine Änderung bringen. Grüner Markt und Lange Straße prägen zusammen mit der Kapuzinerstraße, Austraße und Keßlerstraße die Grundgestalt der Kernstadt, gleich den Fingern einer Hand zu den beiden Rathausbrücken zusammenlaufend. Diese fünf Straßen gliedern im Wesentlichen die hochmittelalterliche mauerumgürtete Inselstadt, die zunächst den Bereich um Alt-St.- Martin, die Frauenstraße und die äußere Kapuzinerstraße ausschloss. Erst im Spätmittelalter erfuhr dieser Bereich eine Einbeziehung in die äußere Mauerumgürtung, gekennzeichnet durch die Errichtung des Neuen Tores vor Alt-St.-Martin 1334. Die spätmittelalterliche Ummauerung der Inselstadt schlägt sich noch heute in der Bebauung des Vorderen und Hinteren Grabens und der Kleberstraße sowie im Verlauf der Promenade nieder. Dort sind die Häuser auf die teilweise noch erhaltene alte Stadtmauer aufgesetzt oder folgen doch wenigstens deren Verlauf. Auch der ehemalige Stadtgraben ist noch gut erkennbar, oft als Garten genutzt, teilweise aber auch überbaut (Kleberstraße ungerade Nummern 1–53 mit Holzmarkt 4, 6 und 8; Markusplatz 2 und 4, Markusstraße ungerade Nummern 1–21).
Dem Kern der Inselstadt liegt im Süden das Zinkenwörth an als eigener, bis ins 18. Jahrhundert auch kommunalrechtlich eigenständiger Bereich. Zwar im 15. Jahrhundert verkehrs- und wehrtechnisch schlecht und recht mit der Kernstadt verbunden und im späten 19. Jahrhundert an das System der Stadterweiterung angeschlossen, ist ihm viel stadtstrukturelle Selbständigkeit verblieben. Nach Norden und Süden hat erst das 19. und 20. Jahrhundert die Inselstadt erweitert; im Norden in bescheidener, flächenmäßig begrenzter Form, im Süden zunächst in lockerer, großbürgerlicher Villenbebauung, dann in Fortführung der Langen Straße mit verdichteten Boulevards und Nebenzentren (Schönleinsplatz – Wilhelmsplatz) von teilweise großstädtischem Anspruch. Somit ermöglichte das 19. Jahrhundert mit der Willy-Lessing-Straße und der Luitpoldstraße die Anbindung der Inselstadt an den Bahnhof im Osten und mit der 1889/90 errichteten Marienbrücke den vom Verlauf der Langen Straße geforderten zusätzlichen Flussübergang im Südosten. Im frühen 19. Jahrhundert ist auch der ehemalige Auwald südlich der Inselstadt zwischen den beiden Regnitzarmen zum Volksgarten umgestaltet worden. Unmittelbar vor der Stadt gelegen, reicht der Theresienhain und der Luisenhaun bis gegen den Ortsteil Bug.

### Gärtnerstadt
Die Gärtnerstadt östlich des rechten Regnitzarmes mit ihrem alten Zentrum, dem Kollegiatstift St. Gangolf und seinem Immunitätsbezirk, findet mit den Spitälern im Norden und der Wunderburg im Süden ihre Endpunkte. Im Gegensatz zur geistlich bestimmten Bergstadt und zur bürgerlichen Inselstadt bot und bietet sie zum Teil auch noch heute ein vorwiegend ländliches Bild mit großen, gärtnerisch genutzten Freiflächen. Spätestens seit dem 14. Jahrhundert gliedern sich an die Theuerstadt und an die Bebauung des alten Steinweges (heute Nürnberger Straße, Obere und Untere Königsstraße sowie Siechenstraße) die Gärtnersiedlungen, locker mit eingeschossigen Kleinhäusern, geschieden in Obere und Untere Gärtnerei und als solche bis in die jüngste Zeit Dorfrivalitäten austragend. In seiner heutigen Erscheinung ist das Gärtnergebiet geprägt vor allem durch die in langen Ketten sich reihenden eingeschossigen Gärtnerhäuser vornehmlich des 19. Jahrhunderts und die ausgedehnten in langgestreckten Parzellen gegliederten Kulturen. Der ehemals in ganzer Länge so genannte Steinweg, der den Fernverkehr durch die Peripherie der Stadt führt, steigert allerdings gegen seine Mitte und damit gegen den Flussübergang die Bebauung zu städtischer Repräsentation. Aufgrund seiner großen Verkehrsbedeutung griff das Stift St. Gangolf mit seinem Immunitätsbereich nicht umsonst in den Verlauf dieser Straße ein; eine topographische Situation, die begründet sein könnte in einer im 12. Jahrhundert anzusetzenden Rivalität zwischen Vogtei und nach Selbständigkeit strebendem Kirchenfürstentum. Das 19. Jahrhundert gab der Gärtnerstadt durch den Bahnkörper eine scharfe Grenze gegen das moderne Bamberg-Ost und zog mit der zum Bahnhof führenden Luitpoldstraße eine gründerzeitlich prunkende Achse quer zu den alten Straßenrichtungen. Die von der Trasse her gegebene Lage des Bahnhofes hatte für die Stadtentwicklung zur Folge, dass die Zuführung vom Bahnhof zum Stadtkern eine Südosttangente werden musste. Denn als man aufgrund des Bevölkerungswachstums in der 2. Hälfte des 19. Jahrhunderts einen durchgehenden Straßenzug beschloss, entsprach es den Intentionen der Zeit, diesen senkrecht auf den Bahnhof zuzuführen, zugleich aber auch im rechten Winkel mit der Königsstraße schneiden zu lassen. Damit wurde aber auch die Errichtung einer neuen Brücke über den Regnitzarm und die Stadterweiterung im Südosten der Inselstadt programmiert.